# جون جو باري
جون جو باري (بالإنجليزية: John Joe Barry)‏ هو منافس ألعاب قوى أيرلندي، ولد في 5 أكتوبر 1925 في جوليت في الولايات المتحدة، وتوفي في 9 ديسمبر 1994.

## وصلات خارجية
- جون جو باري على موقع أوليمبيديا (الإنجليزية)